# Тэпкен, Норман
Но́рман Х. Тэ́пкен (англ. Norman H. Tapken; 21 февраля 1913 — июнь 1996) — английский футболист, вратарь.

## Футбольная карьера
Уроженец Уолсенда, Нортамберленд, Норман начал футбольную карьеру в местной команде «Уолсенд Термал Уэлфер». В мае 1933 года стал игроком «Ньюкасл Юнайтед». В основном составе «сорок» дебютировал только в сезоне 1934/35: это произошло 17 ноября 1934 года в матче Второго дивизиона против «Брэдфорд Сити» на стадионе «Сент-Джеймс Парк». Был «надёжным, стабильным, хотя и невпечатляющим вратарём». Провёл в команде четыре сезона, сыграв 106 матчей в рамках Второго дивизиона и ещё 7 матчей в Кубке Англии.
23 декабря 1938 года перешёл в «Манчестер Юнайтед» за 850 фунтов стерлингов, где сменил в воротах Джека Бридона. Три дня спустя дебютировал за «Юнайтед» в матче Первого дивизиона против «Лестер Сити» на стадионе «Олд Траффорд». Регулярно играл за команду в январе и феврале, но после того, как он пропустил 16 мячей в 4 матчах (включая семь мячей в матче с «Чарльтон Атлетик» и пять — в матче с «Сандерлендом»), уступил место в воротах североирландцу Томми Брину. Всего в сезоне 1938/39 провёл за команду 16 матчей.
Во время войны Тэпкен в качестве гостя сыграл за свой бывший клуб «Ньюкасл Юнайтед» в военной лиге (9 матчей), а также за «Сандерленд» (2 матча), «Дарлингтон» (44 матча), «Олдершот» (3 матча), «Брайтон энд Хоув Альбион» (2 матча) и «Честер» (1 матч). Также провёл 12 матчей в военной лиге за «Манчестер Юнайтед».
После окончания войны и возобновления официальных турниров в августе 1946 года Тэпкену было 34 года и он не сумел вернуться в основной состав «Манчестер Юнайтед». В апреле 1947 года он перешёл в «Дарлингтон». Провёл за команду 32 матча. В 1948 году перешёл в ирландский клуб «Шелбурн», где провёл один сезон, выиграв Щит ирландской лиги, Большой кубок Ленстера и заняв второе место в Лиге Ирландии и Кубке Ирландии. В том же сезоне Тэпкен провёл два матча за сборную Ирландской футбольной лиги (оба — против сборной Футбольной лиги Северной Ирландии 17 и 18 марта 1949 года).
В июле 1952 года стал ассистентом главного тренера в «Сток Сити».

## Статистика выступлений
| Клуб              | Сезон            | Лига | Лига | Кубок | Кубок | Итого | Итого |
| Клуб              | Сезон            | Игры | Голы | Игры  | Голы  | Игры  | Голы  |
| ----------------- | ---------------- | ---- | ---- | ----- | ----- | ----- | ----- |
| Ньюкасл Юнайтед   | 1934/35          | 26   | 0    | 1     | 0     | 27    | 0     |
| Ньюкасл Юнайтед   | 1935/36          | 36   | 0    | 5     | 0     | 41    | 0     |
| Ньюкасл Юнайтед   | 1936/37          | 34   | 0    | 1     | 0     | 35    | 0     |
| Ньюкасл Юнайтед   | 1937/38          | 10   | 0    | 0     | 0     | 10    | 0     |
| Ньюкасл Юнайтед   | Итого            | 106  | 0    | 7     | 0     | 113   | 0     |
| Манчестер Юнайтед | 1938/39          | 14   | 0    | 2     | 0     | 16    | 0     |
| Манчестер Юнайтед | Итого            | 14   | 0    | 2     | 0     | 16    | 0     |
| Дарлингтон        | 1946/47          | 4    | 0    | 0     | 0     | 4     | 0     |
| Дарлингтон        | 1947/48          | 27   | 0    | 1     | 0     | 28    | 0     |
| Дарлингтон        | Итого            | 31   | 0    | 1     | 0     | 32    | 0     |
| Всего за карьеру  | Всего за карьеру | 151  | 0    | 10    | 0     | 161   | 0     |